# The N.S.V.I.P.s
The N.S.V.I.P.s är ett studioalbum av den amerikanske musikern Lee Hazlewood, utgivet i oktober 1964. Albumet är producerat av Lee Hazlewood och gavs ut på skivbolaget Reprise Records.
Albumets förkortning står för Not So Very Important People. Albumet finns återutgivet i sin helhet på dubbel-CD-samlingsalbumet Strung Out On Something New:The Reprise Recordings från 2007.

## Låtlista
1. "First Street Blues" (Lee Hazlewood)
2. "I Had a Friend" (Lee Hazlewood)
3. "I'm Gonna Fly" (Lee Hazlewood)
4. "Go Die Big City" (Lee Hazlewood)
5. "I Ain't Gonna Be" (Lee Hazlewood)
6. "Have You Made Any New Bombs Today?" (Lee Hazlewood)
7. "Everybody Calls Me Something" (Lee Hazlewood)
8. "Save Your Vote for Clarence Mudd" (Lee Hazlewood)
9. "I Might Break Even" (Lee Hazlewood)
10. "Just Bluesin'" (Lee Hazlewood)